# Датское концертное общество

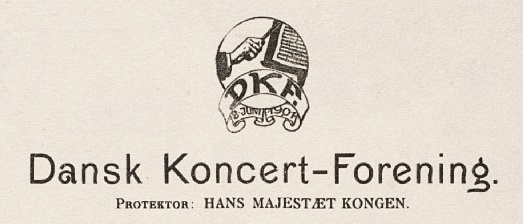
Логотип общества

Датское концертное общество (дат. Dansk Koncert-Forening) — организация, основанная 8 июня 1901 года под покровительством Короля Дании с целью продвижения крупных сочинений (симфоний, концертов, кантат и т. д.) датских композиторов. Соперничало с другими обществами подобного рода, в том числе с копенгагенским Музыкальным обществом. Постепенно утратило своё значение и было объединено с DUT.
Среди исполненных силами Датского концертного общества сочинений — скрипичный концерт Петера Эразма Ланге-Мюллера.

## Руководители
- 1915—1918 — Луи Гласс
- 1918—1932 — Педер Грам[англ.]